# 達斯皮特冰川
68°10′S 65°45′W / 68.167°S 65.750°W
達斯皮特冰川（英語：Daspit Glacier），是南極洲的冰川，位於葛拉漢地的鮑曼海岸，全長11公里，流經謝爾比山南面，由美國研究隊發現，現時由南極條約體系管理。